# Örményes
Örményes es un pueblo húngaro perteneciente al distrito de Törökszentmiklós, condado de Jász-Nagykun-Szolnok.

## Superficie
Cuenta con una superficie de 34,13 km².

## Demografía
Hasta 2024 la población era de 923 habitantes, con una densidad de población de 27,04 hab/km².
| Gráfica de evolución demográfica de Örményes entre 2020 y 2024 |
|                                                                |
| Datos según la Oficina Central de Estadística de Hungría.      |